# Gerromorpha
I Gerromorfi (Gerromorpha Popov, 1971) sono un infraordine di Insetti dell'Ordine dei Rincoti (Sottordine Heteroptera).

## Habitat
I Gerromorfi sono insetti semiacquatici o, usando un'altra denominazione, acquaioli. Questi termini distinguono fondamentalmente i Gerromorfi da un'altra categoria di Eterotteri associati ad ambienti acquatici, i Nepomorfi, acquatici propriamente detti. La maggior parte delle specie hanno un habitat d'acqua dolce, ma sono tuttavia presenti anche specie ad habitat marino, infeudati ad ambienti costieri o alla barriera corallina. Le specie marine sono presenti solo nelle regioni tropicali, mentre quelle d'acqua dolce sono diffuse in tutto il pianeta.

## Morfologia ed etologia
Si distinguono Nepomorfi per due caratteri ben evidenti: la lunghezza delle antenne, ben visibili nei Gerromorfi, e la locomozione sull'acqua. In generale, questi insetti non nuotano ma hanno invece sviluppato la capacità di muoversi sulla superficie dell'acqua sfruttando la tensione superficiale. Da qui risulta una profonda differenziazione morfologica, funzionale ed etologica fra i Rincoti acquatici e quelli acquaioli. Il regime dietetico è sempre zoofago.
Secondo ANDERSEN, i progenitori degli attuali Gerromorfi erano insetti terrestri dai quali sono derivate diverse linee evolutive che hanno sviluppato in generale l'adattamento ad un ambiente acquatico ma con differenti adattamenti.
La maggior parte delle famiglie ha mantenuto, sia pure a differenti livelli, lo stesso habitat dei progenitori ancestrali. Questi Gerromorfi restano fondamentalmente insetti terrestri ma strettamente dipendenti dall'acqua. Si ritrovano perciò presso corsi d'acqua o, preferibilmente, acque stagnanti, colonizzando la vegetazione e le rocce dislocate lungo le sponde o nello stesso specchio d'acqua. La loro locomozione è fondamentalmente di tipo ambulatorio o saltatorio, ma con differenti abilità possono spostarsi sull'acqua muovendosi comunque sulla superficie. La predazione è in generale basata sulla ricerca della preda.
I Gerroidei propriamente detti hanno invece sviluppato un forte adattamento alla vita sull'acqua, con la massima espressione nei Gerridi, i cosiddetti "insetti pattinatori". A differenza degli altri Gerromorfi, i Gerridi vivono costantemente sull'acqua e si portano sulla terraferma esclusivamente per spostarsi da uno specchio ad un altro. Sono incapaci di fare lunghi spostamenti e sulla terraferma hanno una locomozione stentata e sregolata. Al contrario, sull'acqua sono capaci di rapidi movimenti, a scatti, con bruschi cambiamenti di direzione, grazie alla loro capacità di "scivolare" sull'acqua sfruttando la propulsione impressa dalle zampe medie e la funzione direttrice impressa dalle zampe posteriori. La predazione di questi insetti si basa in generale sull'agguato teso alle occasionali vittime.

## Sistematica
La sistematica dell'infraordine ha subito una drastica revisione da parte di MØLLER ANDERSEN (1982), uno degli esperti in materia di Eterotteri acquaioli più citati nella letteratura. Nella tassonomia tradizionale, tutti i Gerromorfi sono riuniti nella superfamiglia Gerroidea. Tale classificazione, basata su criteri morfologici ed evoluzionistici, è ancora adottata in diverse fonti bibliografiche più o meno recenti e riportata da alcune banche dati. ANDERSEN propone invece uno schema tassonomico basato sull'albero filogenetico dell'infraordine. Secondo questo schema, adottato da diverse fonti recenti, l'infraordine si suddivide in quattro superfamiglie:
- Superfamiglia: Gerroidea
  - Famiglie: Gerridae, Hermatobatidae, Veliidae
- Superfamiglia: Hebroidea
  - Famiglia: Hebridae
- Superfamiglia: Hydrometroidea
  - Famiglie: Hydrometridae, Macroveliidae, Paraphrynoveliidae
- Superfamiglia: Mesovelioidea
  - Famiglia: Mesoveliidae